# La ballata di Buster Scruggs
La ballata di Buster Scruggs (The Ballad of Buster Scruggs) è un film a episodi del 2018 scritto e diretto da Joel ed Ethan Coen.

## Trama
Il film illustra sei storie appartenenti al libro La ballata di Buster Scruggs e altre storie della frontiera americana; mentre una mano sfoglia le pagine, troviamo delle immagini a colori che introducono ognuno dei sei episodi. 

### La ballata di Buster Scruggs
Buster Scruggs è un allegro cowboy vestito di bianco e dall'aspetto curato, solito viaggiare in groppa al suo destriero Dan. Durante il suo viaggio attraverso la Monument Valley, Buster entra in un bar nel deserto e incontra il barista e un gruppo di fuorilegge. Il rifiuto del barista di dargli del whiskey, scatena un diverbio tra Buster e il capo dei fuorilegge, che culmina in una sparatoria, in cui Scruggs uccide tutti i presenti, ad eccezione di uno dei banditi, il quale, ferito, viene abbandonato nel deserto da Buster.
Scruggs arriva in città, desideroso di giocare una partita a poker; entra in un saloon lasciando le sue armi al custode del locale e si unisce ad una partita di poker, sostituendo uno dei giocatori che ha abbandonato il tavolo. Buster, obbligato a giocare la mano del precedente giocatore, dato che ne ha visto le carte, si rifiuta e ciò provoca un confronto con un altro dei giocatori, Joe, il quale minaccia il fuorilegge in bianco con una pistola. La tensione è alle stelle, ma Scruggs riesce a distrarre il suo avversario e ne provoca la morte colpendo con un calcio una delle travi del tavolo da gioco, che urta la mano di Joe impugnante la pistola indirizzandola verso il volto di quest’ultimo, il quale fa partire un colpo.
Tutti i presenti rimangono scioccati dall'evento, ma Buster riesce subito a riportare l’iniziale aria di festa intonando una canzone di scherno nei confronti dell'ormai deceduto Joe, chiamandolo "Surly Joe" (Joe il burbero). Successivamente Scruggs è sfidato a duello dal fratello di Joe, che verrà prima umiliato e poi ucciso dal protagonista. Le disavventure di Buster giungono al termine quando incontra un misterioso e giovane pistolero vestito di nero, il quale dichiara di essere alla caccia di Buster data la sua grandissima abilità nella pistola e nella musica. I due si sfidano così a duello, ma questa volta sarà Buster ad incontrare la morte dopo essere stato mortalmente colpito alla testa. La storia si conclude con il pistolero in nero che si allontana e con l'anima di Buster che ascende al cielo mentre suona la lira e intona, insieme al suo avversario, una melanconica canzone.

### Vicino ad Algodones
Un cowboy tenta di rapinare una sperduta banca nel deserto, ma il colpo fallisce poiché il cassiere riesce ad avere la meglio sul rapinatore e lo mette k.o. Il vecchio impiegato di banca, infatti, si china dietro il bancone, facendo fuoco con una serie di doppiette posizionate all'altezza delle gambe del cowboy e dandosi alla fuga dopo che questi è riuscito a schivare le pallottole; poi lo insegue armato di doppietta e coperto da capo a piedi di padelle, che lo proteggono dai colpi di pistola del cowboy e lo colpisce con il calcio del fucile. Il cowboy si risveglia con una corda attorno al collo, pronto per essere impiccato a un albero, circondato da alcuni uomini di legge.
Nel momento in cui sta per essere applicata l’esecuzione compare un gruppo di Comanche che uccide tutti gli uomini ad eccezione del cowboy, che viene abbandonato lì. Il protagonista viene salvato da un mandriano, il quale permette al cowboy di aiutarlo per spostare del bestiame. Mentre i due guidano le vacche, intravedono delle figure a cavallo all'orizzonte; ciò provoca la fuga del mandriano, che si rivelerà essere un ladro di bestiame inseguito da alcuni uomini di legge, lasciando il giovane cowboy da solo. I cinque uomini arrestano il cowboy, che - una volta portato in città - viene condannato a morte per impiccagione con l'accusa di essere un ladro di bestiame.

### La pagnotta
Un impresario viaggia di città in città grazie al suo carro, con il quale presenta lo spettacolo de Il tordo senza ali. Lo spettacolo prevede un monologo di un giovane inglese, di nome Harrison, mutilato sia di gambe che di braccia, al termine del quale l’impresario chiede un'offerta sfruttando la situazione tragica del ragazzo. La storia procede con il susseguirsi dello spettacolo nelle diverse città che visitano, evidenziando come l'impresario tenga il ragazzo con sé solo per interesse economico. Le uniche parole pronunciate dal ragazzo, infatti, sono quelle del suo monologo, in quanto l'impresario non gli rivolge mai la parola.
Una sera, alla fine di uno spettacolo, l’impresario inizia a girare per la città in cui si sono fermati, preoccupato riguardo al calante interesse che il ragazzo suscita nelle persone e come questo si rifletta negativamente sui suoi guadagni. Ad un certo punto nota un gruppo nutrito di persone attorno ad un baracchino, attirate da uno spettacolo di un pollo così intelligente da poter eseguire operazioni matematiche di base indicando con il suo becco il risultato delle operazioni stesse. Intuendo la possibilità di guadagno, l’impresario compra il pollo dal suo proprietario e inizia a portarlo con sé e con Harrison. Mentre l'impresario guida il carro attraverso un passo di montagna, si ferma vicino ad un ponte che dà su un fiume. L’impresario fa cadere una grande pietra nel fiume, come a misurane la profondità, prima di tornare al carro con un sorriso.
Più tardi è di nuovo in viaggio attraverso le lande innevate e desolate del Nord America, ma non è più accompagnato dal giovane attore: l'ha infatti gettato nel fiume, per togliersi il peso di doverlo mantenere, visto che ora ha una nuova attrazione ben più redditizia (la gallina).

### Il canyon tutto d'oro
Un vecchio arriva in un fiorito canyon attraversato da un fiume e circondato da foreste e montagne. Una volta sistemato il suo campo, il vecchio procede a scavare delle piccole buche e a raccogliere del terreno, che setaccia per trovare tracce di oro. Durante questi tentativi, il vecchio per nutrirsi cerca di insaporire il proprio pasto con alcune uova di uccello. In procinto di rubarle tutte da un nido, cambia idea e le ripone tutte, meno una. Dopo diversi giorni a vuoto il vecchio riesce a restringere l'area di ricerca trovando, infine, il filone di oro principale, composto da pepite enormi.
La gioia del vecchio, che vede ripagati il suo impegno e la sua fatica, viene interrotta da uno sconosciuto cowboy, il quale aveva spiato il vecchio dall'inizio in attesa che trovasse l'oro e che non esita a sparargli alla schiena. Il giovane, vedendo il corpo immobile del vecchio steso nella fossa appena scavata, si accinge a recuperare l'oro, ma viene colto di sorpresa da quest'ultimo, il quale si era finto morto. La colluttazione tra i due si risolve con la morte del giovane. Il vecchio, ferito ma vivo, dopo aver caricato delle borse piene di oro sul suo asino, ritorna da dove era venuto intonando la stessa canzone con cui era arrivato nel canyon; lascia così il luogo, che ritorna ad essere dominio della natura.

### La giovane che si spaventò
Una giovane donna, Alice Longabaugh, viaggia verso l'Oregon con il fratello e un cane di nome President Pierce, in una carovana guidata dal taciturno cowboy Mr. Arthur e dal gentile William "Billy" Knapp. Alla morte del fratello per colera Alice si ritrova in difficoltà economiche, scoprendo che il fratello aveva promesso la somma di 400 dollari a un mandriano perché li aiutasse durante il viaggio; ad aggravare la situazione contribuisce President Pierce, che col suo continuo abbaiare disturba i componenti della carovana. La donna decide di rivolgersi a Billy Knapp, che dapprima si offre di sopprimere il cane, non riuscendovi ma mettendolo comunque in fuga; in seguito, Knapp propone ad Alice di sposarlo, in modo da onorare per lei il debito. La donna accetta.
Un giorno, dopo una sosta, Mr. Arthur scopre che Alice si è allontanata dalla carovana, trovandola divertita assieme a President Pierce, intento ad abbaiare ad alcuni cani della prateria; i due scorgono ben presto un gruppo di indiani e Mr. Arthur si prepara ad affrontarli, dando ad Alice una pistola con la raccomandazione di usarla su se stessa per evitare la cattura e le sevizie dei pellerossa. Per due volte Arthur respinge, armato del suo fucile, l'assalto degli indiani; tuttavia l'ultimo guerriero rimasto riesce apparentemente a stordirlo con una botta in testa ed estrae un coltello per finirlo, ma Arthur lo previene uccidendolo con un colpo di pistola a bruciapelo. Alice, tuttavia, non vede quest'ultimo esito e crede che l'indiano abbia sopraffatto Arthur e si appresti a catturarla. Così si spara un colpo alla testa come le era stato detto di fare. L'episodio si conclude con Arthur che, accompagnato da President Pierce, raggiunge la carovana, non sapendo però, dopo aver intravisto Billy Knapp, come annunciargli la morte della sua futura moglie.

### Le spoglie mortali
Cinque persone sono in viaggio verso Fort Morgan a bordo di una diligenza: un inglese (Thigpen), un irlandese (Clarence), un francese (Renè), una donna (Ms. Betjamen) e un trapper. I cinque cominciano a scambiarsi opinioni sulla natura umana: secondo il trappeur, le persone sono equiparabili ai furetti e ai castori, ossia identici l'uno all'altro, e non ha senso fare distinzione alcuna, e a dimostrazione di ciò cita il suo rapporto con una donna nativa americana, nel quale nessuno dei due parlava la lingua dell'altro ma riuscivano a capirsi coi gesti e le espressioni del volto; la donna le divide invece in giusti e peccatori, facendo riferimento alla Bibbia; secondo Renè, infine, le persone mutano a seconda delle circostanze, essendo arriviste, e pertanto cercare di classificarle in categorie è inutile.
Il francese arriva a mettere in dubbio l'amore del marito della donna, stimato professore in pensione, che lei però non vede ormai da tre anni; la discussione che ne segue culmina con una crisi della donna, che accusa difficoltà a respirare. Renè quindi si sporge dal finestrino e urla più volte al cocchiere di fermarsi, ma questi lo ignora. Il tutto avviene nella totale indifferenza dell'inglese e dell'irlandese.
Non appena la donna si riprende l'irlandese canta una struggente canzone e Thigpen spiega ai passeggeri il suo lavoro. Lui e Clarence sono un duo di cacciatori di taglie: mentre Thigpen sfrutta la sua parlantina e le sue abilità istrioniche, l'irlandese colpisce il bersaglio mentre è distratto, con letale efficacia. Sul tetto della diligenza i due trasportano un cadavere, appartenente a un fuorilegge di nome Thorpe, per riscuoterne la taglia. L'inglese rimarca come ami guardare negli occhi le sue "prede" quando stanno per morire, mentre cercano un senso alla loro esistenza. Infine commenta su come tutti, fino al momento decisivo, si credano immortali e di come, nel loro lavoro, esistono solo due tipi di persone: vive e morte.
La diligenza arriva a Fort Morgan in un'atmosfera nebbiosa: mentre Thigpen e Clarence scaricano il cadavere di Mr. Thorpe, discutendo su dove custodirlo fino all'arrivo dello sceriffo l'indomani, i restanti passeggeri, titubanti, entrano nell'albergo dove passeranno la notte. Solo Renè si attarda sulla porta, fissando il cocchiere che senza una parola riparte nella nebbia.

## Produzione
Il progetto è stato annunciato agli inizi del 2017 come una miniserie televisiva di sei episodi, la prima dei Coen, prodotta da Annapurna Television e distribuita da Netflix. Gli episodi sono stati basati su vari racconti brevi di genere western precedentemente scritti o adattati (All Gold Canyon è tratto dal racconto omonimo di Jack London del 1905) dai due registi nell'arco di 25 anni.
Le riprese si sono svolte nell'estate del 2017 nella Nebraska Panhandle e in Nuovo Messico. Nel luglio 2018 è stato comunicato che il progetto era stato trasformato in un unico lungometraggio diviso in sei episodi.

## Distribuzione
Il film è stato presentato in anteprima in concorso alla 75ª Mostra internazionale d'arte cinematografica di Venezia il 31 agosto 2018.
È stato diffuso internazionalmente sulla piattaforma di streaming Netflix a partire dal 16 novembre 2018, preceduto da una distribuzione limitata nelle sale cinematografiche statunitensi.

## Riconoscimenti
- 2019 - Premio Oscar
  - Candidatura per la migliore sceneggiatura non originale a Joel ed Ethan Coen
  - Candidatura per i migliori costumi a Mary Zophres
  - Candidatura per la migliore canzone a When a Cowboy Trades His Spurs for Wings (musica e testi di David Rawlings e Gillian Welch)
- 2019 - Premio BAFTA
  - Candidatura per i migliori costumi a Mary Zophres
- 2019 - Screen Actors Guild Award
  - Candidatura per le migliori controfigure cinematografiche
- 2018 - Mostra internazionale d'arte cinematografica di Venezia[8]
  - Premio Osella per la migliore sceneggiatura
  - In competizione per il Leone d'oro al miglior film
- 2018 - National Board of Review[10]
  - Migliori dieci film dell'anno